# Ілкка Герола
Ілкка Герола (фін. Ilkka Herola) — фінський лижний двоборець, призер чемпіонату світу. 
Срібну мадаль чемпіонату світу Герола виборов на світовій першості 2021 року, що проходила в німецькому Оберстдорфі, в дисципліні, яка включала стрибки з нормального турніру та десятикілометрову лижну гонку.